# Zone de conservation des plantes et des animaux de Sønstegård
La zone de conservation des plantes et des animaux de Sønstegård  est une réserve naturelle norvégienne qui est située dans le municipalité de Færder, dans le comté de Vestfold.

## Description
La réserve naturelle de 0,022 km2, créée en 2006, est située au sud de l'île de Hvasser.
La plage est faite de sable coquillier de la région qui fournit un sol fertile pour les plantes qui ont besoin de chaux, qui aiment la chaleur et tolèrent la sécheresse. Un grand nombre d'insectes y vivent également, dont de nombreux papillons. Celles-ci, comme toutes les autres espèces sauvages de la région, sont protégées contre les dommages et la collecte.

## Galerie

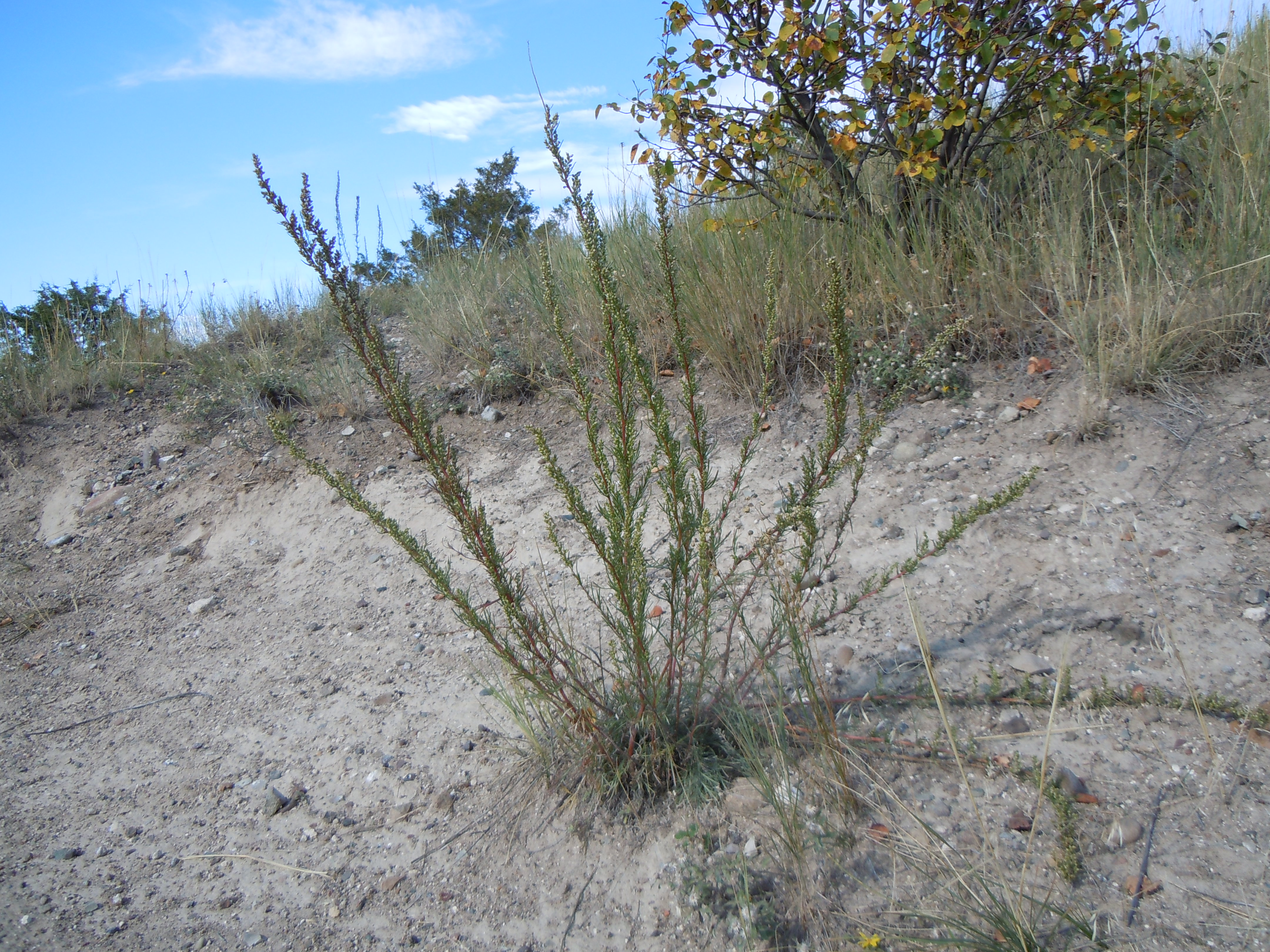
Artemisiacampestis
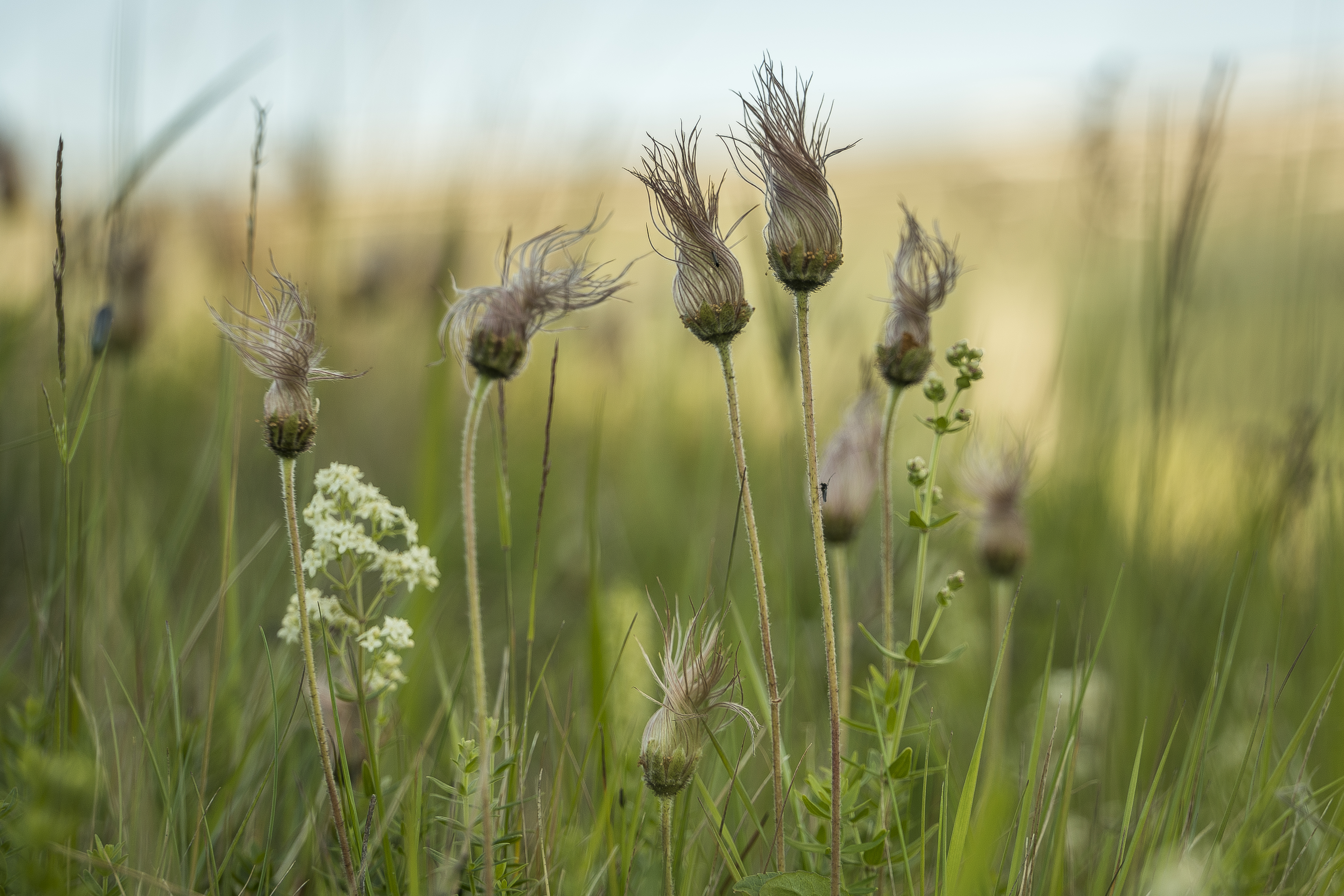
Pulsatilla pratensis
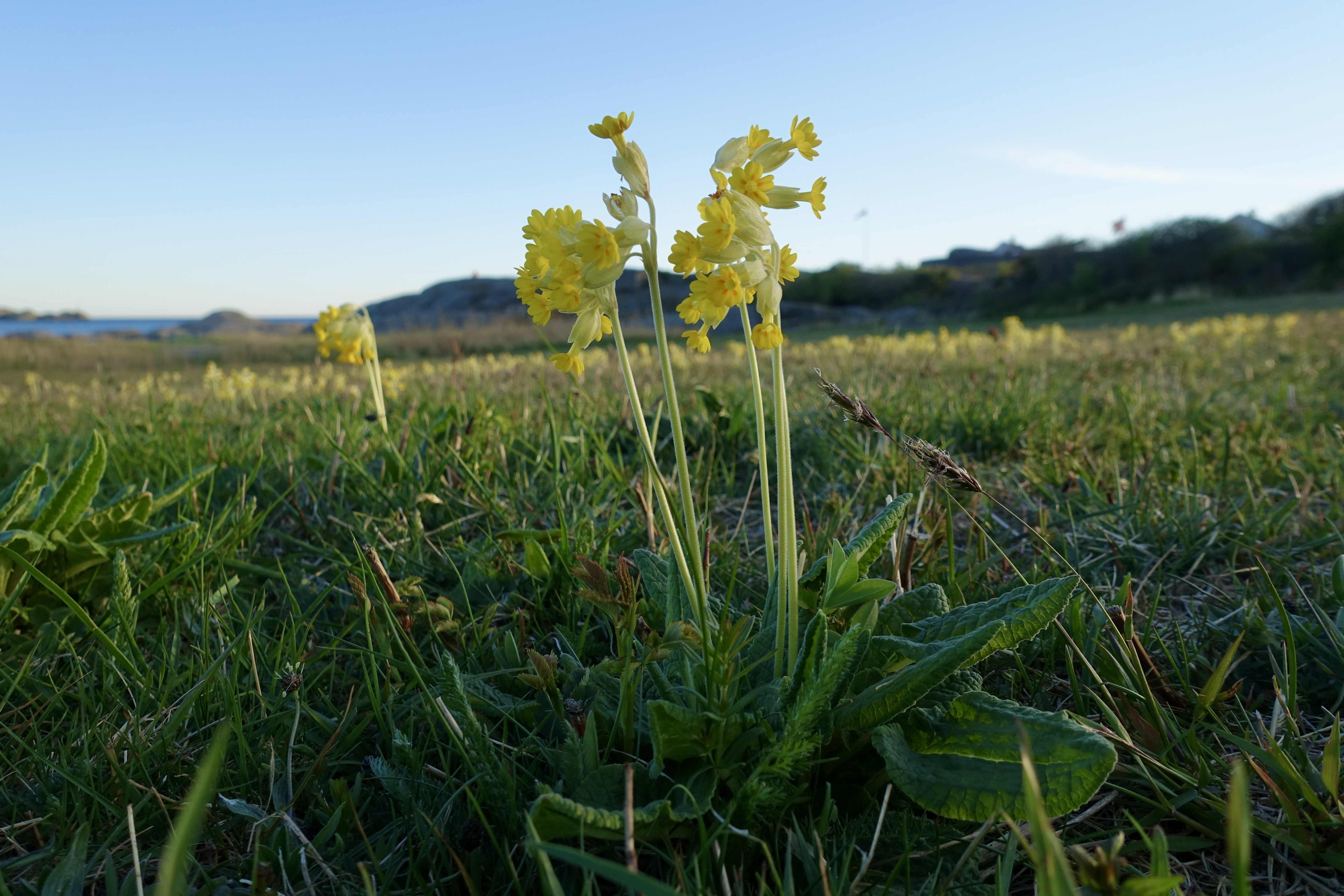
Primula veris